# Patrick Harte
Patrick Harte var en IRA-medlem från västra Cork. Under Irländska frihetskriget i juli 1920 tillfångatogs han och Tom Hales av den brittiska armén i Cork och misshandlades och torterades i häktet tills Harte blev galen. Han åtdrog sig hjärnskador och dog på ett mentalsjukhus.
Den brittiska officer som höll i förhören var major Arthur Ernest Percival, som senare skulle leda de brittiska trupperna i slaget om Singapore under andra världskriget och som gav upp till japanerna och hamnade i fångläger.